# Lucton
Lucton – wieś w Anglii, w hrabstwie Herefordshire. Leży 26 km na północ od miasta Hereford i 204 km na północny zachód od Londynu.